# Santa Elena de Arenales
Santa Elena de Arenales é uma cidade venezuelana, capital do município de Obispo Ramos de Lora.